# Міліція (ополчення)

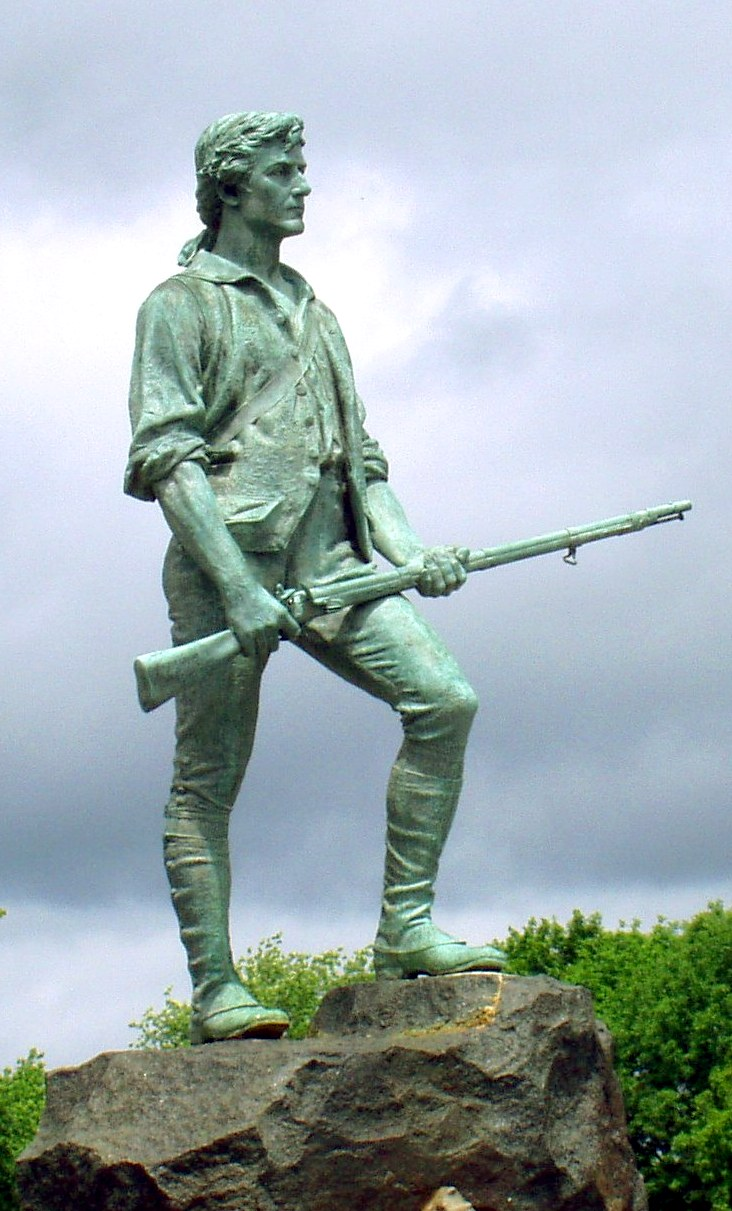
Пам'ятник командирові міліції часів Американської революції

Міліція — історична назва народного ополчення в США і деяких країнах Європи. В наш час[коли?] в англомовних країнах термін вживається на позначення озброєних загонів громадян, що створюються для підтримки порядку та інших цілей